# Kulturgegenstände mit Ausstellungsverbot außerhalb der Volksrepublik China
Die Kulturgegenstände mit Ausstellungsverbot außerhalb der Volksrepublik China (englisch Cultural Relics Prohibited from Being Exhibited Overseas, mit vollem chinesischen Namen Shoupi yiji wenwu jinzhi chuguo (jing) zhanlan wenwu mulu 首批禁止出国(境)展览文物目录, engl. The Catalogue of Cultural Relics Prohibited from Being Exhibited Overseas, dt. Verzeichnis der Kulturgegenstände mit Ausstellungsverbot außerhalb der Landesgrenzen) ist eine Liste von vierundsechzig Kulturgegenständen, welche die Landesgrenzen der Volksrepublik China zu Ausstellungszwecken nicht verlassen dürfen. Sie wurde 2002 vom Amt für Kulturerbe aufgestellt, das dem Chinesischen Staatsrat unterstellt ist.

## Übersicht
Quellen: wenbao.net; chinaculture.org (Angabe der jeweils ersten Seite)
| Nr. | Name                                                                                          | Zeit                          | Ausgrabungsort                        | Ausgrabungszeit                     | Aufbewahrungsort                                                                                     | Bild | Weblinks                                                               |
| --- | --------------------------------------------------------------------------------------------- | ----------------------------- | ------------------------------------- | ----------------------------------- | --- | ---- | ---------------------------------------------------------------------- |
| 1   | Caihui guan yu shifu tu taogang 彩绘鹳鱼石斧图陶缸                                            | Neolithikum (Yangshao-Kultur) | Henan, Kreis Linru 临汝县             | 1978                                | Chinesisches Nationalmuseum                                                                          |      | Colored Pattern Crane, Fish and Stone Axe Pottery Jar                  |
| 2   | Tao ying ding 陶鹰鼎                                                                          | Shang                         | Shaanxi, Kreis Hua 華縣               | 1958                                | Chinesisches Nationalmuseum                                                                          |      | Eagle-Shaped Pottery Ding                                              |
| 3   | Si mu wu tong ding 司母戊铜鼎                                                                 | Shang                         | Henan, Anyang 安阳                    | 1939                                | Chinesisches Nationalmuseum                                                                          |      | Si Mu Wu Bronze Ding                                                   |
| 4   | Li gui 利簋                                                                                   | Xi Zhou                       | Shaanxi, Kreis Lintong 临潼县         | 1976                                | Chinesisches Nationalmuseum                                                                          |      | Li Gui                                                                 |
| 5   | Da yu ding 大盂鼎                                                                             | Xi Zhou                       | Shaanxi, Kreis Qishan 岐山县          | Qing, 1. Jahr der Daoguang 道光-Ära | Chinesisches Nationalmuseum                                                                          |      | Da Yu Ding                                                             |
| 6   | Guojizi bai pan 虢季子白盘                                                                    | Xi Zhou                       | Shaanxi, Baoji 宝鸡                   | Qing, Daoguang 道光-Ära             | Shanghai-Museum                                                                                      |      | Guojizi White Disk                                                     |
| 7   | Feng guan 凤冠                                                                                | Ming                          | Peking, Stadtbezirk Changping 昌平区  | 1957                                | Chinesisches Nationalmuseum                                                                          |      | A Series of Phoenix Coronets                                           |
| 8   | Qian lüsongshi xiangya bei 嵌绿松石象牙杯                                                     | Shang                         | Henan, Anyang 安阳市                  | 1976                                | Institut für Archäologie der Chinesischen Akademie der Sozialwissenschaften 中国社会科学院考古研究所 |      | Ivory Cup Embedded with Turquoise                                      |
| 9   | Jin hou Su zhong 晋侯苏钟（一套14件）                                                         | Xi Zhou                       | Shanxi                                | unklar                              | Shanghai-Museum                                                                                      |      | Jinhousu Bells (14 bells)                                              |
| 10  | Da ke ding 大克鼎                                                                             | Xi Zhou                       | Shaanxi, Fufeng 扶风                  | 1890                                | Shanghai-Museum                                                                                      |      | Da Ke Ding                                                             |
| 11  | Tai bao ding 太保鼎                                                                           | Xi Zhou                       | Shandong, Liangshan 梁山              | mittleres 19. Jh.                   | Tianjin-Museum                                                                                       |      | Tai Bao Ding                                                           |
| 12  | Hemudu chutu Zhu qi wan 河姆渡出土朱漆碗                                                      | Neolithikum                   | Zhejiang, Yuyao 余姚市                | 1977                                | Provinzmuseum Zhejiang                                                                               |      | Zhu Qi Bowl                                                            |
| 13  | Hemudu chutu tao zao 河姆渡出土陶灶                                                           | Neolithikum                   | Zhejiang, Yuyao 余姚市                | 1977                                | Provinzmuseum Zhejiang                                                                               |      | Earthenware Kitchen Range in Hemudu Site                               |
| 14  | Liangzhu chutu yu cong wang 良渚出土玉琮王                                                    | Neolithikum                   | Zhejiang, Kreis Yuyang 余杭县         | 1986                                | Zhejiang sheng wenwu kaogu yanjiusuo 浙江省文物考古研究所                                            |      | Jade Pieces                                                            |
| 15  | Shuijing bei 水晶杯                                                                           | Zhanguo                       | Zhejiang, Hangzhou 杭州市             | 1990                                | Zhejiang sheng wenwu kaogu yanjiusuo 浙江省文物考古研究所                                            |      | Crystal Cup                                                            |
| 16  | Xichuan chutu tong jin 淅川出土铜禁                                                           | Chunqiu                       | Henan, Kreis Xichuan 淅川县           | 1978                                | Henan-Museum                                                                                         |      | Xichuan "Copper Vessel"                                                |
| 17  | Xinzheng chutu lian he tong fang hu 新郑出土莲鹤铜方壶                                        | Chunqiu (mittlere)            | Henan, Xinzheng 新郑                  | 1923                                | Palastmuseum Peking, Henan-Museum                                                                    |      | A Pair of "Lotus and Crane Copper Pots"                                |
| 18  | Qi wang mu qingtong fang jing 齐王墓青铜方镜                                                  | Xi Han                        | Shandong, Zibo 淄博市                 | 1980                                | Zibo bowuguan 淄博博物馆                                                                             |      | Dragon-Shaped Rectangular Mirrors                                      |
| 19  | Zhu Ke tong ding 铸客大铜鼎                                                                   | Zhanguo                       | Anhui, Kreis Shou 壽縣                | 1933                                | Anhui sheng bowuguan 安徽省博物馆                                                                    |      | Zhu Ke Copper Ding                                                     |
| 20  | Zhu Ran mu chutu qi muji 朱然墓出土漆木屐                                                     | Sanguo (Wu)                   | Anhui, Ma’anshan 马鞍山市             | 1984                                | Ma'anshan shi bowuguan 马鞍山市博物馆                                                                |      | Zhu Ran Lacquer Clogs                                                  |
| 21  | Zhu Ran mu chutu Gui zu shenghua tu qi pan 朱然墓出土贵族生活图漆盘                           | Sanguo（Wu）                  | Anhui, Ma’anshan 马鞍山市             | 1984                                | Ma'anshan shi bowuguan 马鞍山市博物馆                                                                |      | "Aristocratic Painting Plate" in Zhu Ran Tomb                          |
| 22  | Sima Jinlong mu chutu qi ping 司马金龙墓出土漆屏                                              | Bei Wei                       | Shanxi, Datong 大同市                 | 1965                                | Datong shi bowuguan 大同市博物馆                                                                     |      | "The Painted Lacquer Screen" in Sima Jinlong Tomb                      |
| 23  | Lou du mu Anma chuxing tu bihua娄睿墓鞍马出行图壁画                                           | Bei Qi                        | Shanxi, Taiyuan 太原市                | 1979                                | Shanxi sheng kaogu yanjiusuo 山西省考古研究所                                                        |      | "A Mural about Horse Travel" in Lou'rui Tomb                           |
| 24  | Niepan bianxiang bei 涅槃变相碑                                                               | Tang                          | -                                     | -                                   | Shanxi sheng bowuguan 山西省博物馆                                                                   |      | Nirvana Milestone                                                      |
| 25  | Changyang taizun shixiang 常阳太尊石像                                                        | Tang                          |                                       |                                     | Shanxi sheng bowuguan 山西省博物馆                                                                   |      | Changyang Taizun Statue                                                |
| 26  | Da yu ge 大玉戈                                                                               | Shang                         | Hubei, Wuhan 武汉市                   | 1974                                | Provinzmuseum Hubei                                                                                  |      | Da Yu Ge                                                               |
| 27  | Zeng hou Yi bianzhong 曾侯乙编钟                                                              | Zhanguo                       | Hubei, Kreis Sui 随县                 | 1978                                | Hubei sheng bowuguan 湖北省博物馆                                                                    |      | Zenghouyi Bells                                                        |
| 28  | Zeng hou Yi mu waiguan 曾侯乙墓外棺                                                           | Zhanguo                       | Hubei, Kreis Sui 随县                 | 1978                                | Hubei sheng bowuguan 湖北省博物馆                                                                    |      | Zenghouyi Coffin                                                       |
| 29  | Zeng hou Yi qingtong zunpan 曾侯乙青铜尊盘                                                    | Zhanguo                       | Hubei, Kreis Sui 随县                 | 1978                                | Hubei sheng bowuguan 湖北省博物馆                                                                    |      | Zenghouyi Bronze Plate                                                 |
| 30  | Caiqi mudiao xiaozuo ping 彩漆木雕小座屏                                                      | Zhanguo                       | Hubei, Kreis Jiangling 江陵县         | 1965                                | Hubei sheng bowuguan 湖北省博物馆                                                                    |      | Carved Lacquer Screen                                                  |
| 31  | Hongshan wenhua nüshen xiang 红山文化女神像                                                   | Neolithikum (spätes)          | Liaoning, Lingyuan 凌源市             |                                     | Liaoning sheng kaogu yanjiusuo 辽宁省考古研究所                                                      |      | "Statue of Goddess" of Hongshan Culture                                |
| 32  | Yaxing boli zhu 鸭形玻璃注                                                                    | Bei Yan                       | Liaoning, Beipiao 北票市              | 1965                                | Provinzmuseum Liaoning                                                                               |      | Duck-Shaped Glass Container                                            |
| 33  | Qingtong shenshu 青铜神树                                                                     | Shang                         | Sichuan, Guanghan 广汉市 (Sanxingdui) | 1986                                | Sichuan kaogu yanjiusuo 四川省考古研究所                                                             |      | The Bronze Holy Tree                                                   |
| 34  | Sanxingdui chutu yubianzhang 三星堆出土玉边璋                                                 | Shang                         | Sichuan, Guanghan 广汉市              | 1986                                | Sichuan kaogu yanjiusuo 四川省考古研究所                                                             |      | Yubianzhang Unearthed at Sanxingdui                                    |
| 35  | Yaoqianshu 摇钱树                                                                             | Dong Han                      | Sichuan, Mianyang 绵阳市              | 1990                                | Mianyang shi bowuguan 绵阳市博物馆                                                                   |      | Cash Tree                                                              |
| 36  | Tong ben ma 铜奔马                                                                            | Dong Han                      | Gansu, Wuwei 武威市                   | 1969                                | Provinzmuseum Gansu                                                                                  |      | The Galloping Bronze Horse                                             |
| 37  | Tong chema 铜车马                                                                             | Qin                           | Shaanxi, Kreis Lintong 临潼县         | 1980                                | Qin Shihuang bingmayong bowuguan 秦始皇兵马俑博物馆                                                  |      | Pit of Bronze Horse-Drawn Carriages                                    |
| 38  | Qiang pan 墙盘                                                                                | Xi Zhou                       | Shaanxi, Kreis Fufeng 扶风县          | 1967                                | Fufeng Zhouyuan bowuguan 扶风周原博物馆                                                              |      | Shi Qiang Pan (Water Container)                                        |
| 39  | Chunhua da ding 淳化大鼎                                                                      | Xi Zhou                       | Xianyang 咸阳市, Kreis Chunhua 淳化县 | 1979                                | Chunhua xian bowuguan 淳化县博物馆                                                                   |      | Chunhua Grand Ding                                                     |
| 40  | He zun 何尊                                                                                   | Xi Zhou (frühe)               | Shaanxi, Baoji 宝鸡市                 | 1963                                | Baoji shi bowuguan 宝鸡市博物馆                                                                      |      | He Zun (Wine Vessel)                                                   |
| 41  | Maoling shidiao 茂陵石雕                                                                      | Xi Han                        | Shaanxi, Xianyang 咸阳市              |                                     | Maoling bowuguan 茂陵博物馆                                                                          |      | Maoling Mausoleum Stone Carving I, II, III                             |
| 42  | Daqin Jingjiao liuxing Zhongguo bei 大秦景教流行中国碑 (Nestorianische Stele)                 | Tang                          | Shaanxi                               | 1623                                | Xi’an beilin bowuguan 西安碑林博物馆                                                                 |      | The Stele Recording the Popularity of Nestorianism in China I, II      |
| 43  | Wu ma xian bei fang pinang shi yin hu 舞马衔杯仿皮囊式银壶                                    | Tang                          | Shaanxi, Xi’an 西安市                 | 1970                                | Historisches Museum Shaanxi                                                                          |      | Silver Pot with the Design of a Dancing Horse with a Cup Held in Mouth |
| 44  | Shoushou manao bei 兽首玛瑙杯                                                                 | Tang                          | Shaanxi, Xi’an 西安市                 | 1970                                | Xi’an beilin bowuguan 西安碑林博物馆                                                                 |      | Beast-Head-Shaped Agate Cup (Wine Vessel)                              |
| 45  | Jingyun tong zhong 景云铜钟                                                                   | Tang, Jingyun-Zeit 景云年间   | -                                     | -                                   | Xi’an beilin bowuguan 西安碑林博物馆                                                                 |      | Jingyun Bell                                                           |
| 46  | Yinhua shuanglun shi’er bei xizhuang 银花双轮十二环锡杖                                       | Tang                          | Shaanxi, Kreis Fufeng 扶风县          | 1987                                | Famen si bowuguan 法门寺博物馆                                                                       |      | Gilded Cactus Stick                                                    |
| 47  | Bazhong baohan 八重宝函                                                                       | Tang                          | Shaanxi, Kreis Fufeng 扶风县          | 1987                                | Famen si bowuguan 法门寺博物馆                                                                       |      | Eight-Tier Baohan (Buddhist article)                                   |
| 48  | Tong futu 铜浮屠                                                                              | Tang                          | Shaanxi, Kreis Fufeng 扶风县          | 1987                                | Famen si bowuguan 法门寺博物馆                                                                       |      | Bronze Futu in King Asoka Pagoda                                       |
| 49  | “Wuxing chu dongfang”hu bo“五星出东方”护膊                                                    | Dong Han bis Wei 魏, Jin 晋   | Xinjiang, Kreis Minfeng 民丰县        | 1995                                | Xinjiang kaogu yanjiusuo 新疆考古研究所                                                              |      | Brocade Arm Band with Astronomic Connotation                           |
| 50  | Tong cuo jin yin si long si feng fang’an 铜错金银四龙四凤方案                                 | Zhanguo                       | Hebei, Kreis Pingshan 平山县          | 1974                                | Hebei sheng wenwu yanjiusuo 河北省文物研究所                                                         |      | Desk with Gold and Silver Embroidery                                   |
| 51  | Zhonghan yu tie zu tong ding 中山王铁足铜鼎                                                   | Zhanguo                       | Hebei, Kreis Pingshan 平山县          | 1977                                | Hebei sheng wenwu yanjiusuo 河北省文物研究所                                                         |      | Iron Ding of Zhongshan Kingdom                                         |
| 52  | Liu Sheng jinlo yuyi 刘胜金缕玉衣                                                             | Xi Han                        | Hebei, Kreis Mancheng 满城县          | 1968                                | Provinzmuseum Hebei                                                                                  |      | Liu Sheng's Gold and Jade Suit                                         |
| 53  | Changxin gong deng 长信宫灯                                                                   | Xi Han                        | Hebei, Kreis Mancheng 满城县          | 1968                                | Provinzmuseum Hebei                                                                                  |      | Gilt Bronze Human-Shaped Lamp I, II                                    |
| 54  | Tong ping feng gou jian 6 jian 铜屏风构件5件                                                  | Xi Han                        | Guangdong, Guangzhou 广州市           | 1983                                | Xi Han Nanyue wang bowuguan 西汉南越王博物馆                                                         |      | Copper Screens (Five Pieces)                                           |
| 55  | Jiaoxing yu bei 角形玉杯                                                                      | Xi Han                        | Guangdong, Guangzhou 广州市           | 1983                                | Xi Han Nanyue wang bowuguan 西汉南越王博物馆                                                         |      | A Horn-Shaped Jade Cup                                                 |
| 56  | Renwu yu long bohua 人物御龙帛画                                                              | Zhanguo (mittlere u. späte)   | Hunan, Changsha 长沙市                | 1949                                | Provinzmuseum Hunan                                                                                  |      | Man Riding Dragon Towards the Heaven                                   |
| 57  | Renwu long feng bohua 人物龙凤帛画                                                            | Zhanguo (mittlere u. späte)   | Hunan, Changsha 长沙市                | 1949                                | Provinzmuseum Hunan                                                                                  |      | Silk Painting of Human Figure, Dragon and Phoenix                      |
| 58  | Zhi ju su sha xu yi 直裾素纱褝衣                                                              | Xi Han                        | Hunan, Changsha 长沙市                | 1972                                | Provinzmuseum Hunan                                                                                  |      | Silk Dress as Soft as the Mist                                         |
| 59  | Mawangdui yi-hao muguanguo 马王堆一号墓木棺椁                                                 | Xi Han                        | Hunan, Changsha 长沙市                | 1972                                | Provinzmuseum Hunan                                                                                  |      | Wooden Coffin in No. 1 Tomb of Mawangdui                               |
| 60  | Mawangdui yi-haomu Txing bomua 马王堆一号墓T型帛画                                            | Xi Han                        | Hunan, Changsha 长沙市                | 1972                                | Provinzmuseum Hunan                                                                                  |      | T-Shaped Silk Painting in No.1 Tomb of Mawangdui                       |
| 61  | Hongdi yun zhu ri tian jin 红地云珠日天锦                                                     | Bei Chao                      | Qinghai, Kreis Dulan 都兰县           | 1983                                | Qinghai sheng wenwu kaogu yanjiusuo 青海省文物考古研究所                                             |      | Silk Embroidery with Patterns of the Sun and Hunting Scenes            |
| 62  | Xi Xia wen Fojing 《Jixiang bian zhi kou he ben xu》zhiben 西夏文佛经《吉祥遍至口和本续》纸本 | Xi Xia                        | Ningxia, Kreis Helan 贺兰县           | 1991                                | Ningxia wenwu kaogu yanjiusuo 宁夏文物考古研究所                                                     |      | Buddhist Scripture in Xixia Language                                   |
| 63  | Qinglong you li hong ci cang 青花釉里红瓷仓                                                   | Yuan                          | Jiangxi, Jingdezhen 景德镇            | 1974                                | Jiangxi sheng bowuguan 江西省博物馆                                                                  |      | Glazed Porcelain Pavilion-Shaped Granary                               |
| 64  | Zhulin qixian zhuan yinmo hua 竹林七贤砖印模画                                                | Nan Chao                      | Jiangsu, Nanjing 南京市               | 1960                                | Nanjing-Museum                                                                                       |      | Brick Painting "Seven Sages of the Bamboo Grove and Rong Qiqi"         |